# Montcèu
Montcel és un municipi francès situat al departament del Puèi Domat i a la regió d'Alvèrnia-Roine-Alps. L'any 2007 tenia 364 habitants.

## Demografia

### Població
El 2007 la població de fet de Montcel era de 364 persones. Hi havia 158 famílies de les quals 50 eren unipersonals (25 homes vivint sols i 25 dones vivint soles), 50 parelles sense fills, 54 parelles amb fills i 4 famílies monoparentals amb fills.
La població ha evolucionat segons el següent gràfic:
Habitants censats

### Habitatges
El 2007 hi havia 211 habitatges, 157 eren l'habitatge principal de la família, 29 eren segones residències i 26 estaven desocupats. Tots els 211 habitatges eren cases. Dels 157 habitatges principals, 142 estaven ocupats pels seus propietaris, 14 estaven llogats i ocupats pels llogaters i 2 estaven cedits a títol gratuït; 1 tenia una cambra, 5 en tenien dues, 17 en tenien tres, 44 en tenien quatre i 90 en tenien cinc o més. 127 habitatges disposaven pel capbaix d'una plaça de pàrquing. A 55 habitatges hi havia un automòbil i a 90 n'hi havia dos o més.

### Piràmide de població
La piràmide de població per edats i sexe el 2009 era:
| Homes | Edats   | Dones |
| ----- | ------- | ----- |
| 0     | 95 o +  | 0     |
| 0     | 90 a 94 | 4     |
| 0     | 85 a 89 | 0     |
| 0     | 80 a 84 | 0     |
| 0     | 75 a 79 | 8     |
| 4     | 70 a 74 | 0     |
| 16    | 65 a 69 | 4     |
| 8     | 60 a 64 | 4     |
| 8     | 55 a 59 | 24    |
| 12    | 50 a 54 | 4     |
| 16    | 45 a 49 | 12    |
| 12    | 40 a 44 | 16    |
| 12    | 35 a 39 | 0     |
| 24    | 30 a 34 | 12    |
| 8     | 25 a 29 | 4     |
| 0     | 20 a 24 | 12    |
| 4     | 15 a 19 | 12    |
| 8     | 10 a 14 | 0     |
| 4     | 5 a 9   | 4     |
| 8     | 0 a 4   | 4     |

## Economia
El 2007 la població en edat de treballar era de 255 persones, 202 eren actives i 53 eren inactives. De les 202 persones actives 194 estaven ocupades (107 homes i 87 dones) i 7 estaven aturades (2 homes i 5 dones). De les 53 persones inactives 26 estaven jubilades, 12 estaven estudiant i 15 estaven classificades com a «altres inactius».

### Ingressos
El 2009 a Montcel hi havia 172 unitats fiscals que integraven 415 persones, la mediana anual d'ingressos fiscals per persona era de 20.598 €.

### Activitats econòmiques
Dels 9 establiments que hi havia el 2007, 4 eren d'empreses de construcció, 1 d'una empresa de comerç i reparació d'automòbils, 2 d'empreses de serveis i 2 d'entitats de l'administració pública.
Dels 4 establiments de servei als particulars que hi havia el 2009, 1 era una fusteria, 2 lampisteries i 1 electricista.
L'any 2000 a Montcel hi havia 7 explotacions agrícoles que ocupaven un total de 412 hectàrees.

## Equipaments sanitaris i escolars
El 2009 hi havia una escola elemental integrada dins d'un grup escolar amb les comunes properes formant una escola dispersa.

## Poblacions més properes
El següent diagrama mostra les poblacions més properes.